# Burres
Burres (llamada oficialmente San Vicenzo de Burres) es una parroquia del municipio de Arzúa, en la provincia de La Coruña, Galicia, España.

## Otras denominaciones
La parroquia también es conocida por el nombre de San Vicente de Burres.

## Entidades de población
Entidades de población que forman parte de la parroquia:
- Buratas (As Buratas)
- Calzada (A Calzada)
- Castro (O Castro)
- Cortobe
- Cruceiro (O Cruceiro)
- Curiscada (A Curiscada)
- Fondevila
- Fontelas
- Iglesia (A Igrexa)
- O Bebedeiro
- Pazos (Os Pazos)
- Penedos (Os Penedos)
- Peroxa (A Peroxa)
- Pregontoño
- Quintás (As Quintás)
- Raído
- Rourís
- Salmonte
- Sebio

## Despoblado
Despoblado que forma parte de la parroquia:
- Uceira (A Uceira)

## Demografía
| Gráfica de evolución demográfica de Burres entre 2000 y 2018 |
|                                                              |
| Datos según el nomenclátor publicado por el INE.             |